# Invasion de Sakhaline
Pour l'invasion de 1945, voir Invasion soviétique de Sakhaline.
Guerre russo-japonaise
Batailles
- Port-Arthur (1re)
- Chemulpo
- Yalou
- Nanshan
- Te-li-Ssu
- Incident du Hitachi Maru
- Col de Motien
- Tashihchiao
- Port-Arthur (2e)
- Hsimucheng
- Mer Jaune
- Ulsan
- Korsakov
- Liaoyang
- Cha-Ho
- Sandepu
- Mukden
- Tsushima
- Invasion de Sakhaline

L'Invasion de Sakhaline (樺太の戦い, Karafuto no tatakai) est la dernière bataille de la guerre russo-japonaise de 1904-1905.

## Contexte
L'invasion et l'occupation de l'île de Sakhaline sont envisagées par le premier gouvernement (ja) du général Katsura dès le début de la guerre russo-japonaise, et le projet est activement défendu par le général Nagaoka Gaishi, membre du quartier général impérial. Cependant, le plan est ajourné en raison de l'opposition de la marine impériale japonaise. Le 7 juin 1905, peu après la bataille navale de Tsushima, l'ancien président américain Theodore Roosevelt rencontre des diplomates japonais, dont Kaneko Kentarō, et le projet est ré-envisagé. Roosevelt reconnait avec les Japonais que l'invasion et l'occupation de Sakhaline sont maintenant nécessaires, car seule la menace de la perte d'une partie du territoire russe amènerait le tsar Nicolas II à la table des négociations. 
Le Japon et la Russie avaient déjà partagé la possession de l'île et les Japonais ressortent leurs revendications du traité de Saint-Pétersbourg de 1875 en échange de la souveraineté non-disputée de toutes les îles Kouriles. En 1904, Sakhaline a une population estimée à 30 000 habitants, dont 4 000 Aïnous. Cependant, l'île est utilisée comme lieu de détention et d'exil de dissidents politiques. Elle ne figure pas dans les plans stratégiques de la Russie et est notable pour son climat rude, sa position isolée, et le haut niveau de corruption de ses dirigeants bureaucrates, et peu d'investissements sont ainsi faits pour sa défense.
L'armée impériale russe dispose d'une garnison nominale de 7 280 hommes sur l'île. Cependant, la plupart sont des fermiers conscrits, des chasseurs, ou des prisonniers politiques peu entraînés et peu équipés. Leur chef, le général Mikhaïl Liapounov (ru) exerçait la profession d'avocat avant la guerre et ses compétences militaires sont limitées.
La force d'invasion de l'armée impériale japonaise est composée de 14 000 hommes de la nouvelle 13e division du général Haraguchi Kensai (en), soutenu par une force navale menée par l'amiral Kataoka Shichirō et composée de quatre croiseurs cuirassés (commandés par le vice-amiral Dewa Shigetō), quatre croiseurs blindés (par le contre-amiral Tōgō Masamichi), quatre navires de garde-côtes, neuf destroyers et douze torpilleurs.

## La Bataille
La force japonaise débarque le 7 juillet 1905 sur les rives de la baie d'Aniva, entre les villages de Mereya et de Savina Padya, sans rencontrer de résistance. Une deuxième partie des forces débarque directement près de Korsakov (la plus grande ville de la baie) où elle détruit une batterie d'artillerie après un court combat. Les Japonais occupent Korsakov le lendemain mais la ville est incendiée par la garnison russe avant son retrait après que les 2 000 hommes eurent résisté pendant 17 heures sous les ordres du colonel Josef Artsichevski (ru). Les Japonais avancent ensuite vers le nord, capturant le village de Vladimirovka le 10 juillet, le jour même où un nouveau détachement japonais débarque au cap Noshinotoro. Le colonel Artsitchevski (ru) fait creuser des tranchées afin de résister aux Japonais mais il est rapidement débordé et forcé de fuir vers les montagnes de l'intérieur de l'île. Il se rend avec le reste de ses hommes le 16 juillet à Dalnié (ru). Environ 200 Russes sont capturés et les Japonais ont 18 morts et 58 blessés.
Le 24 juillet, les Japonais débarquent dans le nord de l'île, à Aleksandrovsk-Sakhalinski. Les Russes ont encore 5 000 hommes dans ce secteur sous les ordres du général Liapounov. En raison de la supériorité numérique et matériel des Japonais, les Russes quittent la ville et se rendent quelques jours plus tard, le 31 juillet 1905.

## Issue
Les Japonais occupent Sakhaline avec un minimum d'efforts et de faibles pertes. Les Russes ont 181 morts et 3 270 prisonniers. La résistance russe a été faible en raison du moral bas des soldats, qui étaient principalement des déportés et des prisonniers avec peu ou pas de formation militaire.
Selon les termes du traité de Portsmouth mettant fin à la guerre russo-japonaise, la moitié sud de Sakhaline est cédée au Japon avec le 50e parallèle nord pour frontière.